# Arnoldo Fernández Urbano
Arnoldo Fernández Urbano (6 de enero de 1883-El Pardo, 6 de marzo de 1939) fue un militar español, coronel del Ejército Popular de la República, que luchó a favor del Frente Popular durante la guerra civil española. Fue fusilado por los comunistas en los últimos días del conflicto por su apoyo al Golpe de Estado de Segismundo Casado.

## Biografía
Al inicio de la guerra era comandante de infantería diplomado del Estado Mayor. En septiembre de 1936 Largo Caballero lo incluye entre los miembros del Estado Mayor del Ministerio de la Guerra. Asciende en esta época a teniente coronel.
A principios de noviembre de 1936 pasa al Estado Mayor de Rojo, siendo el jefe de la 1.º sección, participando en la defensa de Madrid. El 31 de diciembre de 1936, cuando se crea el Cuerpo de Ejército de Madrid, bajo las órdenes del general Miaja, permanece como jefe de la 1.º sección del Estado Mayor del mismo.
En marzo de 1939, ya como coronel, y destinado en el Estado Mayor del Ejército del Centro como jefe de la sección de Organización, apoya el golpe de Estado de Segismundo Casado contra el gobierno de Juan Negrín. Junto con Joaquín Otero Ferrer y Pérez Gazzolo es apresado por los comunistas negrinistas de Guillermo Ascanio el día 6 en la posición Jaca (Parque del Capricho). Llevados hasta el Pardo, serán fusilados. Como represalia por estas muertes, Barceló sería luego también fusilado.